# Sennefer (grand prêtre de Ptah)
Pour les articles homonymes, voir Sennefer.
Sennefer est un grand prêtre de Ptah à Memphis de la XVIIIe dynastie. Il a vécu à la fin du règne de Thoutmôsis III et a probablement poursuivi sa carrière sous celui d'Amenhotep II.

## Généalogie
Sennefer est peut-être issu d'une famille noble d'Héracléopolis dont les sépultures se trouvent dans la nécropole de la cité sur le site de Sedment.
Il est notamment cité sur une stèle trouvée dans la tombe où sa fille Sherit-Rê, son gendre Nebnakht prophète d'Hérishef et son petit-fils Amenmosé prêtre d'Hérishef se sont fait enterrer.

## Carrière
Dans cette tombe familiale, Sennefer porte les titres de grand des voyants dans Héliopolis, titre principal des grands prêtres de Rê ainsi que de prêtre sem et de grand des chefs des artisans, deux des principaux titre du grand prêtre de Ptah au Nouvel Empire.
Peu d'autres monuments au nom du grand prêtre sont parvenus jusqu'à nous :
- Il apparaît sur un bassin à libation dédicacé par un de ses successeurs au pontificat memphite, Pahemnetjer qui vécut dans la seconde moitié de la XIXe dynastie. Ce bassin à libation conservé aujourd'hui au Musée égyptien du Caire, faisait probablement partie du mobilier liturgique d'un des sanctuaires de Ptah de Memphis. Sennefer y est désigné comme grand des chefs des artisans et sem[2] ;
- Deux canopes en albâtre provenant de la tombe de Sennefer sont conservés pour l'un au Rijksmuseum van Oudheden de Leyde et pour le second au Musée du Cinquantenaire de Bruxelles. Sur ce dernier Sennefer est qualifié des deux titres que l'on retrouve sur le bassin du Caire, alors que sur celui de Leyde il y est en plus déclaré comme directeur des prophètes[3].

Cette dernière mention a son importance car il est probable que Sennefer ait eu en plus de la grande prêtrise des dieux Rê et Ptah, la mainmise sur l'ensemble des collèges de prophètes de la région ou encore du pays tout entier. 
Cela permet de situer l'époque où Sennefer exerça son pontificat à la seconde partie du règne de Thoutmôsis III qui aurait été alors le premier pharaon à initier cette pratique de confier aux grands pontifes memphites la charge de ministre des cultes du pays. En effet, cette fonction a été également occupée par Ptahmose II qui vécut sous le règne d'Amenhotep II, fils et successeur de Thoutmôsis III. Ptahmose a probablement hérité de ces fonctions à la suite de Sennefer, et lui a peut-être directement succédé au pontificat memphite.
Par cette concentration des pouvoirs religieux dans les mains du grand prêtre de Ptah le roi cherchait certainement à rééquilibrer la balance politique au nord du royaume face à la puissance grandissante du clergé d'Amon de Thèbes.

## Sépulture
La sépulture de Sennefer n'a pas été retrouvée à ce jour. Les vases canopes qui en proviennent ont été acquis par les musées européens au début du XIXe siècle où sont apparus sur le marché des antiquités quantités d'objets issus des fouilles clandestines qui fleurissaient dans tout le pays sous l'influence des grands collectionneurs et marchands qui sillonnaient la vallée du Nil pour le compte des consuls britanniques, français ou italiens.
Cette tombe est peut-être située à Sedment, nécropole où la plupart des membres de la famille du grand prêtre se sont fait inhumer, mais il est tout aussi probable qu'elle soit à rechercher dans la nécropole du Nouvel Empire de Saqqarah, comme la plupart des grands prêtres de Ptah de cette période.